# Yat-Kha
Yat-Kha (cyrillique touvain : Ят-Ха) est un groupe russe de rock, originaire de la république de Touva.

## Histoire
Formé en 1991, le groupe est actuellement[Quand ?] composé de Albert Kuvezin (chanteur et guitariste à l'origine du nom du groupe), Jenya Tkatchov (alias « Raspoutine ») (percussions), et Scipio (bassiste). Albert Kuvezin, guitariste et chanteur de Yat-Kha, maîtrise le khöömei de type kargiraa, une technique très basse et non-diphonique du khöömei. Il a participé à la formation du groupe Huun-Huur-Tu, mais l'a rapidement quitté.
Leurs compositions s'appuient sur la musique chamanique sibérienne. Ils mêlent musique traditionnelle touvaine et instruments électriques (guitare basse) aux influences rock, punk rock, heavy metal (reprises sur l'album Re-covers, 2005, de Black Magic Women de Carlos Santana, Love Will Tear Us Apart de Joy Division, In-A-Gadda-Da-Vida d'Iron Butterfly, Orgasmotron de Motörhead, When the Levee Breaks de Led Zeppelin, Play with Fire des Rolling Stones) ou rasta (reprise de Bob Marley) ou de variété française (Toccata de Paul Mauriat) ou russe (Песня о жирафе, « Une chanson à propos d'une girafe ») de Vladimir Vyssotski (ou Vladimir Vysotskiy).

## Membres
Le groupe est composé de :
- Albert Kuvezin - voix (khöömei du genre kargiraa, guitare électrique, yat-kha (cithare longue)
- Zhenya Tkachov - kit, kengyrgy (Bodhrán touvain), voix
- Mahmoud Skripaltschchikov - basse
- Sailyk Ommun (Ms.) - voix, yat-kha (cithare longue)
- Radik Tiuliush - igil, khöömei

## Discographie

### Albums studio
- 1989 : Признак грядущей беды (Priznak gryadushchey bedy, titre en russe signifiant : « Signe d'une catastrophe imminente », album en cassette audio)
- 1991 : Kahnparty / Priznak Greyushii Byedi, cassette audio[3]
- 1993 : Antropophagia
- 1995 : Yenisei Punk
- 1996/1997 : Tundra’s Ghosts (version de l'album Antropophagia avec Ivan Sokolovski (Ивана Соколовского)
- 1999 : Dalai Beldiri
- 2000 : Aldyn Dashka
- 2001 : Bootleg (concert)
- 2003 : Tuva.rock
- 2005 : Re-covers
- 2005 : Bootleg 2005 (concert)
- 2010 : Live at Meltdown festival in London 2005 (concert)
- 2010 : Poets and Lighthouses
- 2010 : The Ways of Nomad. The Best of… (compilation)
- 2011 : Live at Stray Dog Club.Novosibirsk (concert)
- 2021 : We Will Never Die

### Compilations
- Europodium (Yat-kha, Vennaskond, Kimnowak...), éditeur Radio France internationale (RFI) musique, février 1997 (BNF 38362429).

## Distinctions
- 1991 : remarqué par Brian Eno, l'un des juges internationaux du premier Voices of Asia Festival (Festival voix d'Asie) à Almaty, Kazakhstan ;
- 1995 : Prix Découvertes Est de RFI pour l'album Yenisei Punk ;
- 1999 : Prix de la critique allemande du disque (de) pour Dalai Beldiri ;
- 2002 : Award for World Music de BBC Radio 3[4].